# Merendeses
Merendeses es un despoblado español del municipio de Molacillos, perteneciente a la provincia de Zamora, en la comunidad autónoma de Castilla y León.

## Historia
Hacia mediados del siglo XIX, el lugar era referido como una dehesa ya perteneciente a Molacillos. Aparece descrito en el undécimo volumen del Diccionario geográfico-estadístico-histórico de España y sus posesiones de Ultramar de Pascual Madoz con las siguientes palabras:

MERENDESES: deh. en la prov. y part. jud. de Zamora, térm. de Molacillos. (V.)
(Madoz, 1848, p. 385)